# Joseph Guillou
Joseph Guillou (4. december 1787 i Paris – september 1853 i Sankt Petersborg) var en fransk fløjtenist, fløjtelærer og komponist. Han studerede hos François Devienne på Conservatoire de Paris, hvor han fik en førstepris i 1808. Han var docent på samme konservatorium fra 1819 til 1828, herunder som lærer for Louis Dorus. I 1829 flyttede han til Rusland. Han var aktiv som solofløjtenist i blandt andet Pariseroperaen og orkestret tilhørende Mariinskij-teateret.